# Mohamed Omar Habeb Dhere
Mohamed Omar Habeb, detto "Dhere" (in somalo: Maxamed Cumar Xabeeb [Maxamed Dheere]; ... – Mogadiscio, 15 novembre 2012), è stato un politico e generale somalo, signore della guerra, appartenente agli Abgal, sottoclan degli Hauia. Agiva soprattutto nella zona di Shabeellaha Dhexe, in particolare nella città di Giohar e godeva di forte influenza anche nella capitale Mogadiscio, in cui controllava una milizia di circa 400 uomini.

## Biografia
Membro del Parlamento eletto alla conferenza di pace di Gibuti del 2000, è stato uno dei leader del "Consiglio di Riconciliazione e Restaurazione della Somalia" (SRRC) dal giugno 2002 al 2004, movimento politico che si opponeva al Governo Nazionale di Transizione.
Dal 2006 Mohamed Dhere è entrato a far parte dell'"Alleanza per la Restaurazione della Pace e dell'Anti-Terrorismo" (ARPCT), composta dai signori della guerra di Mogadiscio e da uomini d'affari allo scopo di contrastare l'ascesa al potere dell'Unione delle Corti islamiche (ICU). Alcuni, tra cui il Presidente Somalo Abdullahi Yusuf, ritengono che l'Alleanza sia sostenuta dagli Stati Uniti che, senza smentire o confermare, hanno dichiarato di essere interessati principalmente alla lotta al terrorismo nell'area..
Gli scontri tra ARPCT e ICU sfociarono tra maggio e giugno 2006 nella Seconda Battaglia di Mogadiscio, che si risolse in una vittoria dell'ICU e nella cacciata di Dhere e dell'ARPCT dalla capitale. Il 14 giugno Dhere volò dalla sua base di Giohar verso l'Etiopia, dopo uno scontro di due ore con le milizie dell'ICU.
Alla fine del 2006 le truppe di Dhere e di molti altri gruppi somali diedero inizio al contrattacco nei confronti dell'ICU, massicciamente supportate dall'esercito e dall'aviazione etiopi. Le forze di Dhere vinsero le battaglie di Belet Uen e Giohar e riuscirono a riprendere Mogadiscio il 28 dicembre.
Nel maggio 2007 Mohamed Dhere è stato nominato dal Governo Federale di Transizione, sia sindaco della città di Mogadiscio che governatore della regione di Benadir..
Il 30 luglio 2008 è stato rimosso dalla carica di sindaco dal Primo Ministro Nur Hassan Hussein, che lo ha accusato di incompetenza, appropriazione indebita, insubordinazione e abuso di potere; ha inoltre detto di aver preso tale decisione con il supporto degli abitanti della città.
Tuttavia Dhere ha contestato la decisione, affermando che fosse di competenza del Presidente della Somalia Abdullahi Yusuf Ahmed, ed ha sostenuto di averne il supporto per restare in carica. Yusuf ha revocato la rimozione di Dhere il 31 luglio, e dieci ministri legati al Presidente hanno rassegnato le dimissioni dal governo di Hussein il 2 agosto.
Il 18 febbraio del 2011 Dhere è stato arrestato con l'accusa di aver sparato durante un incontro di pace tra il Governo Federale di Transizione e l'AMISOM. È stato rilasciato poco dopo.
È morto il 15 novembre 2012 a Mogadiscio.